# UFC 122
UFC 122: Marquardt vs. Okami foi um evento de MMA realizado pelo Ultimate Fighting Championship em 13 de novembro de 2010 no König Pilsener Arena em Oberhausen, Alemanha.

## Bônus da Noite
Lutadores receberam um bônus de U$60,000.
- Luta da Noite:  Pascal Krauss vs.  Mark Scanlon
- Nocaute da Noite:  Karlos Vemola
- Finalização da Noite:  Dennis Siver